# 코리아나화장품
주식회사 코리아나화장품은 충청남도 천안시에 본사를 둔 화장품 기업이다.

## 역사
유상옥 회장/창업자가 동아제약에서 30여년 동안 근무(자회사 라미화장품 사장을 포함)하다가 55세에 퇴직금 1억원을 들고 새웠다.

## 보유 브랜드
라비다, 자인, 녹두, 세니떼, 비취가인, 앰플엔, 프리엔제, 엔시아, 텐세컨즈

## 사업장 현황
- 본사: 충청남도 천안시 서북구 성거읍 삼곡2길 6
- 광교사옥: 경기도 수원시 영통구 센트럴타운로 114-4